# Saint-Ulrich
Saint-Ulrich (deutsch Sankt Ulrich) ist eine französische Gemeinde mit 303 Einwohnern (Stand 1. Januar 2022) im Département Haut-Rhin in der Region Grand Est (bis 2015 Elsass). Sie gehört zum Arrondissement Altkirch.

## Geografie
Saint-Ulrich liegt im Sundgau, 3 Kilometer östlich der Grenze zum Département Territoire de Belfort, im Tal der Largue, 21 Kilometer südöstlich von Belfort, etwa zehn Kilometer nordwestlich von Hirsingue und fünf Kilometer südlich von Dannemarie. Das Gemeindegebiet grenzt an das Gebiet der Nachbargemeinden Altenach im Westen und Norden, Ballersdorf im Nordosten, Fulleren im Osten, Mertzen und Strueth im Süden sowie Suarce im Südwesten. Auf dem Gemeindegebiet befinden sich mehrere Weiher.
Am Westhang des Largtales zieht in etwa 350 m Höhe die 15 km lange sogenannte Rigole durch den oberen Teil des Dorfes. Die Rigole dient dazu, dem Rhein-Rhône-Kanal im Scheitelbereich bei Valdieu Wasser zuzuführen. 

## Wappen
Das Gemeindewappen zeigt auf rotem Grund eine silberne bischöfliche Mitra, die mit Gold verziert ist. Sie liegt diagonal (en bande) auf einem goldenen Krummstab, der an der anderen Ecke (en barre) diagonal ausgerichtet ist. Das Wappen ehrt Ulrich von Augsburg (890–973), den Schutzpatron der Priorei Saint-Ulrich. 

## Bevölkerungsentwicklung
| Jahr      | 1962 | 1968 | 1975 | 1982 | 1990 | 1999 | 2007 | 2019 |
| Einwohner | 218  | 219  | 219  | 222  | 262  | 279  | 306  | 312  |

## Sehenswürdigkeiten
Pfarrkirche: Die Priorei Saint-Ulrich wurde wohl um 1100 von einem Grafen von Pfirt für die Kanoniker des Augustinerordens gegründet. Sie wurde 1474 durch die Burgunder geplündert und während des Bauernkriegs 1525 zerstört und dann verlassen. 1621 kam sie an die Jesuiten von Freiburg im Breisgau, 1764 nach der Auflösung des Jesuitenordens in Frankreich an die Universität Freiburg, damals ein Jesuitenkolleg. In der Revolution wurde die Priorei zerstört. Deren Kirche wurde Pfarrkirche. Erhalten geblieben ist der einst gewölbte gotische Chor aus dem 14. Jahrhundert. Die Seitenaltäre der Kirche sind barock. Im Hauptaltar ein Gemälde von René Kuder.
Seit 1802 gehört Saint-Ulrich zur Pfarrei Mertzen, die früher einmal zur Priorei Saint-Ulrich gehört hatte.

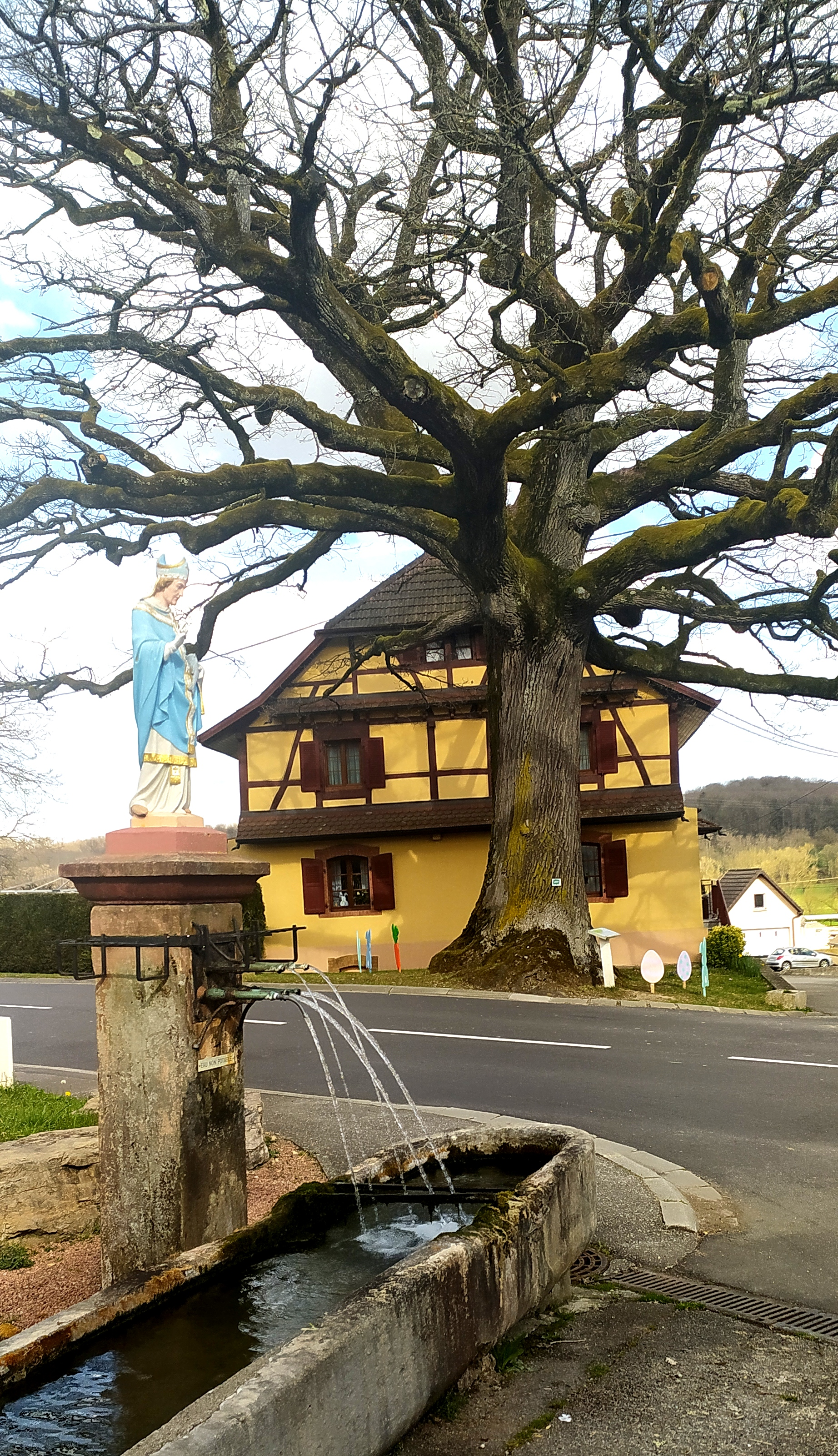
Freiheitsbaum (arbre de la liberté) von 1792 In Sankt Ulrich

Die alte Eiche im Ortskern ist einer der vielen in den Revolutionsjahren in Frankreich gepflanzten Freiheitsbäume (arbres de la liberté). Gepflanzt 1792. 
Die Kappala ist eine kleine Kapelle, die Maria geweiht ist. Sie steht an der Grenze zu Mertzen. Sie wurde von einem Einwohner Saint-Ulrichs errichtet, der 1812 während des Russlandfeldzugs in Gefangenschaft geraten war. Er erbaute sie als Dank für seine Rückkehr.
Der Bühlberg ist möglicherweise eine Motte. Es ist beim gegenwärtigen Forschungsstand nicht klar, ob es sich um eine Kultstätte, eine Motte (Burghügel) oder eine Grabstätte handelt.
Fachwerkbauten: Sankt Ulrich besitzt eine ganze Anzahl gut erhaltener Fachwerkhäuser, die noch in der altertümlichen Ständerbauweise errichtet wurden. Beispiele: Rue Principale Nr. 11, Nr. 16, Nr. 24 mit traufwandhohen Wandständern, ebenso hohen Langstreben und großen Gefachen. Dagegen Nr. 22 in der neueren Stockwerkbauweise mit engmaschigem, regelmäßigem und auf Symmetrie bedachtem Fachwerk. Segmentbogenfenster. Entstanden in den Jahren um 1800. Bei der Giebelwand wurde das Erdgeschoss nachträglich durch Mauerwerk ersetzt.
Das Haus Nr. 1 in der Rue du Couvent ist ein Überbleibsel der Priorei (Wohnsitz des Priors?). Heute Bauernhaus. Die beiden straßenseitigen Erdgeschossfenster mit spätgotischen Vorhangbögen waren ursprünglich zweiteilig, die Ansätze der entfernten Mittelpfosten noch erkennbar. Alle anderen Fenster später verändert. Der Türrahmen mit Hohlkehle und Stabwerk profiliert. Formen der Übergangszeit zwischen Gotik und Renaissance.

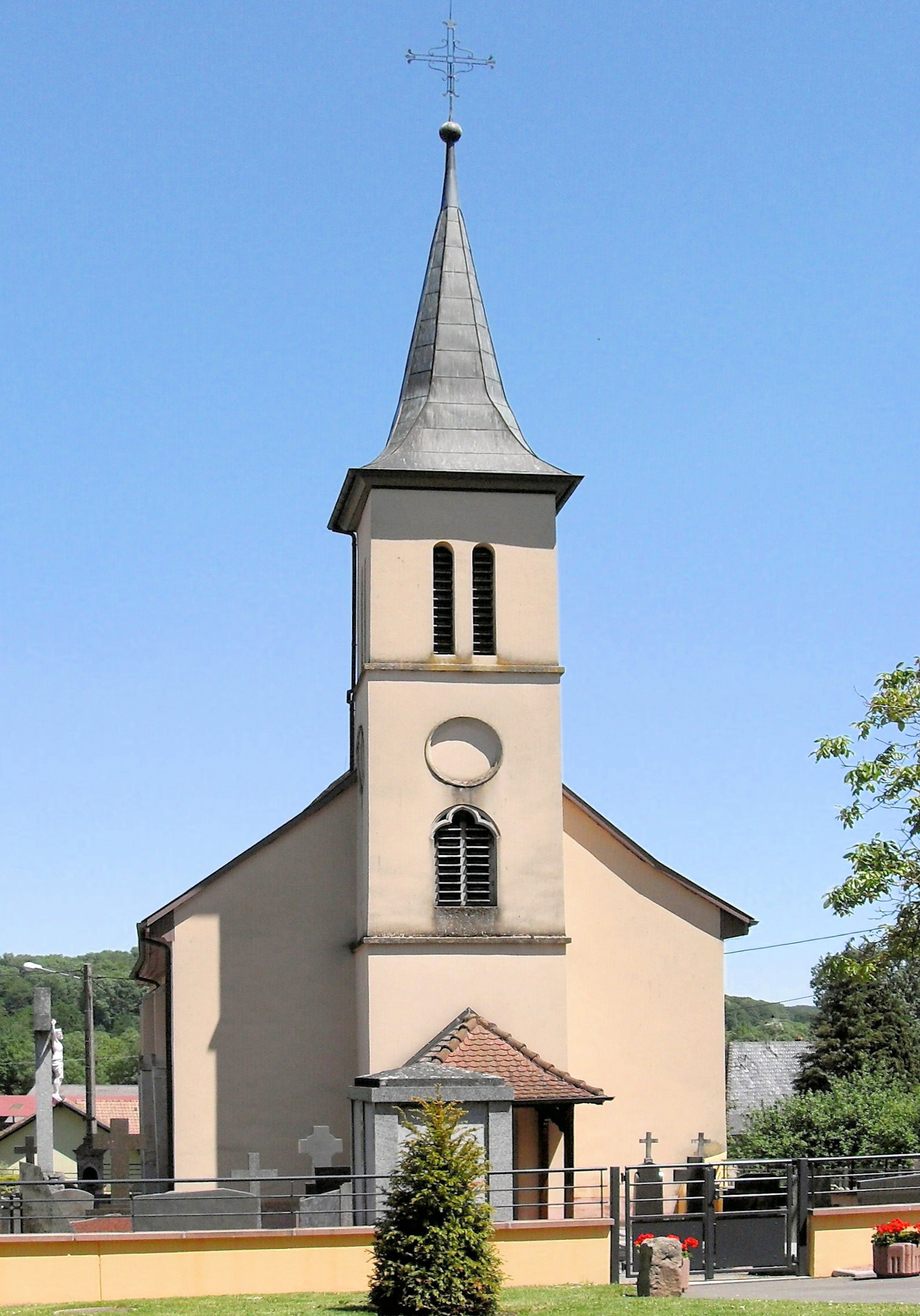
Kirche Saint-Ulrich
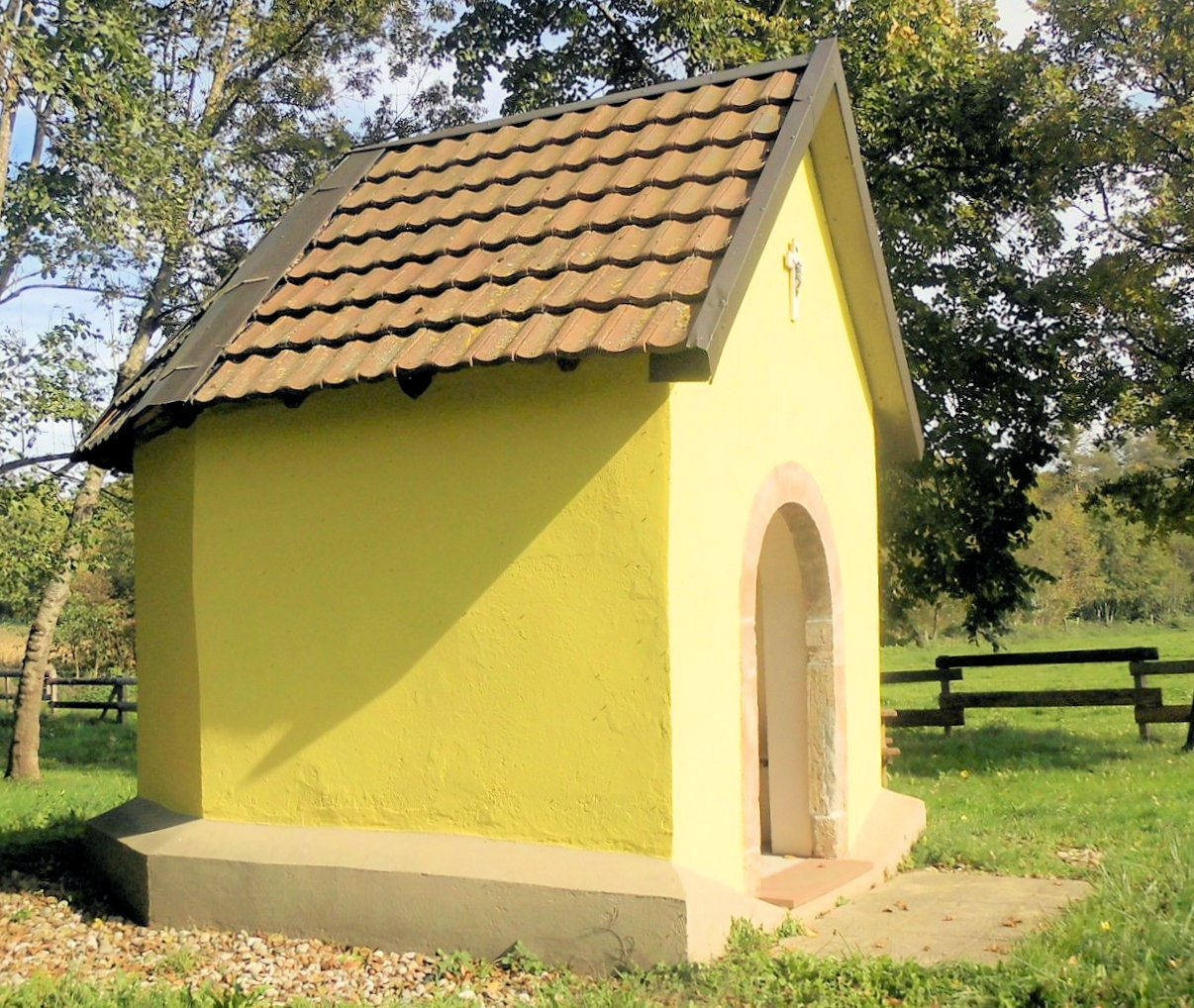
Marienkapelle

## Wirtschaft
Wichtige Erwerbszweige in Saint-Ulrich sind Handel, Transportwesen, weitere Dienstleistungen und öffentliche Verwaltung. Die meisten Erwerbstätigen sind Pendler und arbeiten auswärts.

## Persönlichkeiten
- Dominik Richert (1893–1977), geboren in Saint-Ulrich, Landwirt, wurde durch sein erst 1989 postum veröffentlichtes autobiografisches Werk „Beste Gelegenheit zum Sterben“, in dem er seine Erlebnisse als deutscher Soldat im Ersten Weltkrieg beschreibt, bekannt.